# Фрейзер-Форт-Джордж
Регіональний округ Фрейзер-Форт-Джордж (англ. Fraser-Fort George) — регіональний округ в Канаді, у провінції Британська Колумбія.

## Населення
За даними перепису 2016 року, регіональний округ нараховував 94506 жителів, показавши зростання на 2,9%, порівняно з 2011-м роком. Середня густина населення становила 1,9 осіб/км².
З офіційних мов обидвома одночасно володіли 4 600 жителів, тільки англійською — 88 525, тільки французькою — 15, а 375 — жодною з них. Усього 8,295 осіб вважали рідною мовою не одну з офіційних, з них 315 — одну з корінних мов, а 195 — українську.
Працездатне населення становило 68,9% усього населення, рівень безробіття — 9,1% (11,1% серед чоловіків та 6,8% серед жінок). 89% були найманими працівниками, 9,1% — самозайнятими.
Середній дохід на особу становив $48 384 (медіана $37 840), при цьому для чоловіків — $59 860, а для жінок $36 786 (медіани — $50 200 та $29 341 відповідно).
31,9% мешканців мали закінчену шкільну освіту, не мали закінченої шкільної освіти — 20,5%, 47,6% мали післяшкільну освіту, з яких 30,6% мали диплом бакалавра, або вищий, 320 осіб мали вчений ступінь.
| Статево-вікова структура населення | Статево-вікова структура населення | Статево-вікова структура населення | Статево-вікова структура населення | Статево-вікова структура населення |
| ---------------------------------- | ---------------------------------- | ---------------------------------- | ---------------------------------- | ---------------------------------- |
|                                    |                                    |                                    |                                    |                                    |
| Всього                             | Всього                             | 50,5%49,5%                         |                                    |                                    |
| 0 — 14 років                       | 0 — 14 років                       |                                    | 17,4%                              | 17,4%                              |
| 15 — 64 років                      | 15 — 64 років                      |                                    | 68,3%                              | 68,3%                              |
| 65 і більше                        | 65 і більше                        |                                    | 14,3%                              | 14,3%                              |
| 85 і більше                        | 85 і більше                        |                                    | 1,3%                               | 1,3%                               |
| 100 і більше                       | 100 і більше                       |                                    | 0%                                 | 0%                                 |
| Середній вік (років)               | Середній вік (років)               | 39,240,0                           | 39,6                               | 39,6                               |
| Медіана (років)                    | Медіана (років)                    | 39,440,4                           | 39,9                               | 39,9                               |
| — чоловіки — жінки                 |                                    |                                    |                                    |                                    |

| Походження мешканців:     | Походження мешканців:     | Походження мешканців: | Походження мешканців: | Походження мешканців: |
| ------------------------- | ------------------------- | --------------------- | --------------------- | --------------------- |
| Походження                |                           |                       | осіб                  | %                     |
| Корінні американці        | Корінні американці        |                       | 13 785                | 14.83%                |
| Інше північноамериканське | Інше північноамериканське |                       | 30 050                | 32.33%                |
| Європейське               | Європейське               |                       | 69 660                | 74.96%                |
| британське                | британське                |                       | 46 390                | 49.92%                |
| французьке                | французьке                |                       | 13 665                | 14.7%                 |
| українське                | українське                |                       | 6 605                 | 7.11%                 |
| Карибське                 | Карибське                 |                       | 385                   | 0.41%                 |
| Латинськоамериканське     | Латинськоамериканське     |                       | 680                   | 0.73%                 |
| Африканське               | Африканське               |                       | 955                   | 1.03%                 |
| Азійське                  | Азійське                  |                       | 6 450                 | 6.94%                 |
| Океанійське               | Океанійське               |                       | 395                   | 0.43%                 |

| Зайнятість населення за галузями (за класифікацією NOC): | Зайнятість населення за галузями (за класифікацією NOC): | Зайнятість населення за галузями (за класифікацією NOC): | Зайнятість населення за галузями (за класифікацією NOC): | Зайнятість населення за галузями (за класифікацією NOC): |
| -------------------------------------------------------- | -------------------------------------------------------- | -------------------------------------------------------- | -------------------------------------------------------- | -------------------------------------------------------- |
|                                                          |                                                          |                                                          |                                                          |                                                          |
| Управління                                               | Управління                                               |                                                          | 9,2%                                                     | 9,2%                                                     |
| Бізнес, фінанси та адміністрування                       | Бізнес, фінанси та адміністрування                       |                                                          | 13,5%                                                    | 13,5%                                                    |
| Природничі та прикладні науки                            | Природничі та прикладні науки                            |                                                          | 5,2%                                                     | 5,2%                                                     |
| Охорона здоров'я                                         | Охорона здоров'я                                         |                                                          | 6,7%                                                     | 6,7%                                                     |
| Освіта, правозахист, муніципальні та урядові служби      | Освіта, правозахист, муніципальні та урядові служби      |                                                          | 11,3%                                                    | 11,3%                                                    |
| Мистецтво, культура, відпочинок та спорт                 | Мистецтво, культура, відпочинок та спорт                 |                                                          | 1,6%                                                     | 1,6%                                                     |
| Роздрібна торгівля та послуги                            | Роздрібна торгівля та послуги                            |                                                          | 23,6%                                                    | 23,6%                                                    |
| Гуртова торгівля, транспорт та обладнання                | Гуртова торгівля, транспорт та обладнання                |                                                          | 20,5%                                                    | 20,5%                                                    |
| Природні ресурси, сільське господарство                  | Природні ресурси, сільське господарство                  |                                                          | 3,8%                                                     | 3,8%                                                     |
| Виробництво                                              | Виробництво                                              |                                                          | 4,6%                                                     | 4,6%                                                     |

## Населені пункти
До складу регіонального округу входять місто Принс-Джордж (Британська Колумбія), муніципалітет Макензі, села Вейлмаунт, Мак-Брайд, індіанська резервація Мак-Лауд 1, а також хутори, інші малі населені пункти та розосереджені поселення.

## Клімат
Середня річна температура становить 4,7°C, середня максимальна – 21,4°C, а середня мінімальна – -16,2°C. Середня річна кількість опадів – 612 мм.
| Клімат поселення                              | Клімат поселення | Клімат поселення | Клімат поселення | Клімат поселення | Клімат поселення | Клімат поселення | Клімат поселення | Клімат поселення | Клімат поселення | Клімат поселення | Клімат поселення | Клімат поселення | Клімат поселення |
| Показник                                      | Січ.             | Лют.             | Бер.             | Квіт.            | Трав.            | Черв.            | Лип.             | Серп.            | Вер.             | Жовт.            | Лист.            | Груд.            |                  |
| Середній максимум, °C                         | −2,58            | 1,54             | 6,92             | 12,36            | 17,65            | 21,43            | 20,41            | 19,77            | 14,74            | 8,77             | 1,24             | −4,23            |                  |
| Середня температура, °C                       | −9,38            | −5,26            | 0,11             | 5,56             | 10,85            | 14,63            | 16,90            | 16,26            | 11,24            | 5,25             | −2,27            | −7,73            |                  |
| Середній мінімум, °C                          | −16,18           | −12,06           | −6,69            | −1,26            | 4,05             | 7,82             | 13,38            | 12,76            | 7,73             | 1,73             | −5,78            | −11,23           |                  |
| Норма опадів, мм                              | 56               | 33               | 35               | 33               | 51               | 69               | 66               | 52               | 53               | 58               | 54               | 52               |                  |
| Середньомісячна швидкість вітру, м/с          | 1.97             | 2.00             | 2.20             | 2.40             | 2.30             | 2.10             | 1.90             | 1.71             | 1.80             | 2.10             | 2.20             | 2.10             |                  |
| Середньомісячна сонячна радіація, кДж/м²·день | 2514             | 5224             | 10360            | 15428            | 19038            | 21033            | 20694            | 17471            | 11675            | 6163             | 2862             | 1821             |                  |
| --------------------------------------------- | ---------------- | ---------------- | ---------------- | ---------------- | ---------------- | ---------------- | ---------------- | ---------------- | ---------------- | ---------------- | ---------------- | ---------------- | ---------------- |
| Джерело:                                      |                  |                  |                  |                  |                  |                  |                  |                  |                  |                  |                  |                  |                  |